# Li'l Abner (filme)
Li’l Abner (bra: Aventuras de Ferdinando) é um filme estadunidense de 1959, dos gêneros aventura, comédia e musical, dirigido por Melvin Frank, com roteiro dele e Norman Panama baseado no espetáculo musical Li'l Abner, de Norman Panama, Melvin Frank, Gene de Paul e Johnny Mercer, por sua vez baseado nas tiras de Al Capp.

## Prêmios e indicações
| Prêmio             | Categoria                         | Recipiente                      | Resultado |
| ------------------ | --------------------------------- | ------------------------------- | --------- |
| Globo de Ouro 1960 | Melhor filme - comédia ou musical | Norman Panama (prod.)           | Indicado  |
| Oscar 1960         | Melhor trilha sonora              | Nelson Riddle, Joseph J. Lilley | Indicado  |

## Sinopse
Um feriado muito importante acaba animando a todos de uma cidadezinha do sul dos Estados Unidos. Uma jovem moça chamada Daisy Mae (Leslie Parrish), resolve aproveitar o dia para conquistar o seu amado, Li'l Abner (Peter Palmer). A alegria da pequena cidade fica ameaçada quando um senador aparece para comunicar a todos, que lá servirá como base de testes de uma certa bomba atômica, a não ser que todos se unam para poder provar às autoridades que a cidade tem um valor e que deva estar livre desse tipo experiência.